# Hideto Suzuki
Hideto Suzuki (Hamamatsu, 7 ottobre 1974) è un ex calciatore giapponese.